# Countdown (1968)
Countdown is een Amerikaanse thriller uit 1967 onder regie van Robert Altman.

## Verhaal
De Sovjet-Unie heeft binnenkort een man in de ruimte. Met operatie Pilgrim willen de Amerikanen een man op de maan zetten, zodat de Russen hun voorsprong kwijt zijn. Het ruimtevaarttoestel is echter half versleten.

## Rolverdeling
| Acteur         | Personage      |
| -------------- | -------------- |
| James Caan     | Lee Stegler    |
| Joanna Moore   | Mickey Stegler |
| Robert Duvall  | Chiz           |
| Barbara Baxley | Jean           |
| Charles Aidman | Gus            |
| Steve Ihnat    | Ross Duellan   |
| Michael Murphy | Rick           |
| Ted Knight     | Walter Larson  |
| Stephen Coit   | Ehrman         |
| John Rayner    | Dunc           |
| Charles Irving | Seidel         |
| Bobby Riha     | Stevie Stegler |